# Mezeška trdnjava
Mezeška trdnjava ali trdnjava Neucikon (Неузетикон ali Неутзикон ) je srednjeveška bizantinska trdnjava, zgrajena v 11. - 12. stoletju zahodno od današnje vasi Mezek, občina Svilengrad, Bolgarija. Stoji na podolgovati terasi, oblikovani ob vznožju strme veje severovzhodnih Rodopov, imenovane sv. Marina. Domačini imenujejo trdnjavo Kaleto. Trdnjava je imela funkcijo mejne straže. Varovala je območja med rekama Marica in Arda.

## Lega
Mezeška trdnjava stoji poleg vasi Mezek na nadmorski višini približno 210 metrov. Do nje se lahko pride po cesti z zahodnega konca vasi, ki vodi do vrha Šejnovec. Trdnjava je približno kilometer severno od grške meje, o čemer priča vojaški objekt na mestu najbolj vzhodnega stolpa, zgrajen med hladno vojno.
Trdnjava spada pod naravno znamenitost Kaleto za zaščito kamnitih stavb, v register zavarovanih območij v Bolgariji je vpisana s šifro 273.

## Raziskave
Konstantin Ireček je identificiral ruševine blizu vasi Mezek kot trdnjavo Neucikon (Νεούτζικον), znano iz pisnih virov, ki je stala na meji med srednjeveškim okrožjem Plovdiv in Edirne.  Naselje omenja Nikita Honiat v dogodkih iz leta 1193.
Prva arheološka izkopavanja trdnjave je v 1930-ih izvedel arh. dr. Aleksander Rašenov . Kažejo se v dokumentaciji fortifikacijskega sistema in majhnih študijah v notranjosti. Konzervatorsko-restavratorska dela na obzidju so bila izvedena v letih 1963 in 1973. Leta 1983 so bila izvedena obsežnejša arheološka izkopavanja. Določili so tloris trdnjave, obrambni sistem in pojasnili njeno datiranje. Med temi izkopavanji niso našli nobenih srednjeveških materialov izpred 11. st. Največja količina lončarskih izdelkov je iz 13. - 14. stoletja. Po teh podatkih naj bi gradnja trdnjave segala v konec 11. in v začetek 12. stoletja, verjetno v čas vladanja cesarja Alekseja I. Komnena. Trdnjava je bila uporabljena do padca regije pod osmansko oblast. V njej so našli veliko količino drobcev keramičnih posod, mlinskih kamnov in drugih gospodinjskih predmetov. V njih sta bili tudi dve kašči z zogljeneno pšenico.

## Opis
Mezeška trdnjava je majhna in zajema površino približno 7 hektarjev v obliki nepravilnega štirikotnika, ki meri 110 / 60 m. Stene so iz kamna povezanega z belo malto, na zunanji strani okrašene s tremi opečnimi pasovi. Obzidje trdnjave se je končalo s cinami, ki so bile ohranjene do leta 1900. Nato so jih in del trdnjave uničili, da bi uporabili kamenje za gradnjo turških vojašnic v Svilengradu. Najbolj poškodovana je bila severna trdnjavska stena. Na notranji strani je ohranjena do tal. Južna, zahodna in vzhodna stran so se ohranile do višine ploščadi, nad katero so se dvigale cine. Obzidje trdnjave je debelo od 1,90 do 2,50 m. Vhod je na zahodni steni, na njenem severnem koncu, zaščiten je s stolpom.
Obramba trdnjave je okrepljena z devetimi okroglimi stolpi, ki štrlijo več kot polovico nad debelino stene in v višino več kot 10 m. Pet stolpov je nameščenih na južni steni, dva sta kotna, trije pa sprednji. Dva stolpa sta na zahodni strani - na sredini in pri glavnem vhodu ter po en na severni in vzhodni steni.

## Zgodovina
Ime Neucikon (Νεούτζικον) omenja Nikita Honiat kot kraj, kjer je Izak II. Angel leta 1193 uspel zlomiti upor svojega bratranca Konstantina Angela Ducasa. Mladi Konstantin je bil imenovan za guvernerja Filippopolija okoli 1192 in dosegel velik uspeh v vojni zoper uporniške Bolgare, ki sta jo vodila Asenovca Asen in Peter. Leta 1193 pa se je razglasil za cesarja, našel je podpornike v bizantinski vojski in stopil na Adrianopol, kjer je bil njegov zet Basil Vatatsi, velik domačin zahodnih vojsk cesarstva. Konstantinovi podporniki so ga še pred Adrianopolom izdali in ga ujeli v kraju, imenovanem Neucikon, ki je na meji med škofijama v Filippopoli in Adrianopol . Po K. Ireceku je to kraj trdnjave v bližini vasi Mezek.

## Ohranjanje
Leta 1927 je bila razglašena za nacionalno starino . Leta 1968 je bil razglašen za arhitekturni spomenik iz antike in srednjega veka . Ruševine imajo po veljavnem zakonu o kulturni dediščini status arheološkega kulturnega spomenika državnega pomena.
Konzervatorsko-restavratorska dela na obzidju je v letih 1963 in 1973 izvedla družba RIM-Haskovo. Izvedena je bila obnova sprednje zidane zahodne kurtine (stene), kar je zelo jasno, saj so bili uporabljeni različni barvni kamni in malta, pa tudi različne tehnike zidanja.
Leta 2007 je bila delno ohranjena v nekaterih nevralgičnih točkah, na primer okoli vrat in nekaj vrat na stolpih. Ti ukrepi se financirajo iz programa PHARE - Čezmejno sodelovanje med Bolgarijo (Občina Svilengrad) in Grčijo (Občina Dimotika) v okviru projekta Razvoj kulturne dediščine občine Svilengrad z obnovo Mezeške trdnjave. Znanstveni nadzornik gradbenih del je Irko Petrov iz RIM-Haskovo, s svetovalcem dr. Athanasiosom Guridisom, arheologom v muzeju v Sofluu (Souflion), Grčija. V istem projektu je arhitekt Petar Petrov iz Plovdiva pripravil arhitekturni projekt za nadaljnjo popolno zaščito in delno obnovo.
V obdobju 2012 - 2013 so bila po arhitekturnem projektu iz leta 2007 zaključena dela na popolni ohranitvi in omejeni obnovi trdnjave. Stopnice, sprednja stena in majhen del trdnjave so okrepili in obnovili. Obnovili so kupolo velikega stolpa z obrambno ploščadjo, vhod v stolp pa so obnovili po arheoloških raziskavah in odstranili nepravilne zgradbe na vhodu iz let 1963 ali 1973. Večina cin na stolpih ali stenah je bila obnovljena. Ukrepe organizira Občina Svilengrad s sredstvi iz operativnega programa "Regionalni razvoj" EU.